# DHF's Landspokalturnering 2010
DHF's landspokalturnering i 2010 var den 47. udgave af DHF's Landspokalturnering. De indledende runder blev afviklet i efteråret 2009 og foråret 2010, hvor Jydsk Håndbold Forbund afleverede otte deltagere til 1/8-finalerne der som den første runde er landsdækkende. De øvrige fem regionale forbund afleverede tilsammen de sidste otte deltagere til 1/8-finalerne, der blev afviklet i efteråret 2010. Finalerne blev afviklet 28. december 2010 og vinderen kvalificerer sig til Cup Winners' Cup 2011/2012.
Hos herrerne vandt AG København sin første titel, ved at vinde pokalfinalen med 26-20 over Århus Håndbold, mens Viborg HK vandt sin ottende pokaltitel med en sejr på 36-28 over Team Tvis Holstebro 

## Mænd

### 1/8-finaler
Otte hold fra Jylland og otte hold fra Østdanmark (inkl. Fyn) har kvalificeret sig til 1/8-finalerne. Kampene skulle spilles senest 4. september 2010.
| Dato  | Hjemmehold            | Udehold               | Resultat |
| ----- | --------------------- | --------------------- | -------- |
| 25.08 | BK Ydun               | Team Tvis Holstebro   | 28-37    |
| 29.08 | Dianalund/Terløse     | Lemvig Håndbold       | 16-40    |
| 31.08 | Faaborg HK            | Bjerringbro-Silkeborg | 22-35    |
| 01.09 | Fredericia HK         | AG Håndbold           | 19-25    |
| 03.09 | Tommerup HK           | KIF Kolding           | 15-35    |
| 04.09 | FIF                   | Århus Håndbold        | 22-36    |
| 04.09 | Nordsjælland Håndbold | HC Midtjylland        | 29-27    |
| 04.09 | Otterup HK            | Skjern Håndbold       | 24-34    |

### 1/4-finaler
| Dato  | Hjemmehold              | Udehold               | Resultat |
| ----- | ----------------------- | --------------------- | -------- |
| 23.10 | Bjerringbro-Silkeborg   | AG København          | 26-28    |
| 23.10 | Team Tvis Holstebro     | KIF Kolding           | 33-32    |
| 24.10 | Lemvig-Tyborøn Håndbold | Århus Håndbold        | 29-30    |
| 24.10 | Skjern Håndbold         | Nordsjælland Håndbold | 32-23    |

### Final 4
De fire vindere af kvartfinalerne spillede final 4-stævne i NRGi Arena i Århus 27.-28. december 2010.
Der blev trukket lod til Final-4-stævnet den 6. november 2010.

#### Semifinaler
| Dato  | Hold            | Hold                | Resultat |
| ----- | --------------- | ------------------- | -------- |
| 27.12 | Århus Håndbold  | Team Tvis Holstebro | 30–24    |
| 27.12 | Skjern Håndbold | AG København        | 26–27    |

#### Finale
| Dato  | Hold           | Hold         | Resultat |
| ----- | -------------- | ------------ | -------- |
| 28.12 | Århus Håndbold | AG København | 20-26    |

## Damer

### 1/8-finaler
Otte hold fra Jylland og otte hold fra Østdanmark (inkl. Fyn) har kvalificeret sig til 1/8-finalerne. Kampene skulle spilles senest 4. september 2010.
| Dato  | Hjemmehold            | Udehold              | Resultat |
| ----- | --------------------- | -------------------- | -------- |
| 25.08 | Ajax København        | Team Tvis Holstebro  | 17-37    |
| 25.08 | Silkeborg Voel KFUM   | Slagelse FH          | 18-23    |
| 01.09 | KIF Vejen             | Viborg HK            | 24-27    |
| 02.09 | Holbæk HK             | BK Ydun              | 9-31     |
| 02.09 | SønderjyskE           | FIF                  | [ 13 ]   |
| 04.09 | Lyngby HK             | Horsens HK           | 16-19    |
| 04.09 | NFH, Nykøbing Falster | HC Odense            | 11-28    |
| 04.09 | Skive fH              | Brabrand IF Håndbold | 39-17    |

### 1/4-finaler
| Dato  | Hjemmehold | Udehold             | Resultat |
| ----- | ---------- | ------------------- | -------- |
| 29.09 | HC Odense  | Viborg HK           | 26-33    |
| 29.09 | BK Ydun    | Team Tvis Holstebro | 19-34    |
| 06.10 | Horsens HK | Slagelse FH         | 18-17    |
| 13.10 | Skive fH   | SønderjyskE         | 20-30    |

### Semifinaler
Semifinalerne blev afviklet i Forum Horsens den 30. oktober.
| Dato  | Hold        | Hold                | Resultat |
| ----- | ----------- | ------------------- | -------- |
| 30.10 | Horsens HK  | Team Tvis Holstebro | 21–28    |
| 30.10 | SønderjyskE | Viborg HK           | 22–38    |

### Finale
Finalen afvikles i NRGI Arena i Århus den 28. december kl. 14:15.
| Dato  | Hold                | Hold      | Resultat |
| ----- | ------------------- | --------- | -------- |
| 28.12 | Team Tvis Holstebro | Viborg HK | 28–36    |